# Преступность
Престу́пность — это исторически изменчивое социальное и уголовно-правовое негативное явление, представляющее собой систему преступлений, совершённых на определённой территории в тот или иной период времени.
Аморальные поступки, добро и зло присущи любому человеческому обществу, однако существование в первобытном обществе антиобщинных деяний и санкций за них не означало существования преступности. Преступность появилась только с возникновением права.

## Признаки преступности

### Историческая изменчивость
Состояние преступности изменяется с течением времени и зависит от содержания, тенденций, причин и условий преступлений. Подвержен изменениям и круг деяний, которые государства считают преступными: идёт постоянная криминализация деяний, которые становятся общественно опасными, и декриминализация поступков, утрачивающих общественную опасность. Например, Уголовным кодексом Российской Федерации криминализованы компьютерные преступления, не существовавшие ранее, и декриминализованы спекуляция, ненасильственное мужеложство и так далее.

### Социальная природа
Как преступники, так и потерпевшие являются членами общества. Преступность всегда причиняет вред не только конкретному лицу, но и обществу в целом. Преступный вред нарушает функционирование общества, его институтов, порядок во взаимоотношениях его членов.
Причины и условия преступности также носят социальный характер. Преступность детерминируется и взаимодействует с другими социальными явлениями: экономикой, политикой, идеологией, психологией общества, правом и т. д.

### Правовая природа
Основная составляющая часть преступности — преступление. К числу преступлений относятся не все социально-негативные деяния, а лишь те из них, которые являются уголовно-противоправными.

### Негативность
Преступность наносит ущерб нормальным общественным отношениям и потому, как правило, считается негативным явлением. Однако некоторыми криминологическими теориями (Э. Дюркгейм, Г. Мид, К. Эриксон) существование преступности объявляется одним из факторов здоровья общества и неотъемлемой частью любого здорового общества.

### Системный характер
Преступность не сводится к механическому объединению всех преступлений. Она имеет системные свойства: существуют устойчивые зависимости между отдельными её элементами, а также связи с другими внешними социальными явлениями.

## Показатели преступности

### Уровень преступности
Уровень преступности — это количественная характеристика преступности. Уровень может измеряться как в абсолютном выражении (число преступлений, совершенных за определённый период времени на определённой территории), так и в относительном (количество совершённых преступлений на 10 или 100 тыс. населения).
Уровень преступности как фактор зависит в первую очередь от органов, которые регистрируют преступления и их количество (иначе говоря, если преступление произошло и осталось никем не замеченным, оно не будет фигурировать при подсчёте уровня преступности; таким образом, уровень преступности как количественная характеристика формируется не из фактически произошедших, а из установленных и задокументированных кем-либо преступлений).
Снижение уровня преступности (как абсолютного, так и относительного) является одной из наиболее приоритетных задач правоохранительных органов во многих странах. Хотя теоретически снижение уровня преступности как количественного показателя в отчётах должно прямо соответствовать уменьшению фактического количества совершаемых преступлений, на практике часто наблюдается не только прямая, но и обратная взаимосвязь: для того, чтобы понизить уровень преступности, в России и некоторых других странах применяется технология отказов в регистрации заявлений граждан о совершаемом или совершённом преступлении под тем или иным предлогом. При этом уровень преступности как показатель действительно снижается, хотя фактическое количество совершённых или совершаемых преступлений может и возрастать — например, в силу прямого бездействия органов, сосредоточенных в первую очередь на отказах.
В частности, если абсолютный уровень преступности равен нулю, это вовсе не означает, что было совершено ноль преступлений: возможно, на территории подсчёта просто нет правоохранительных органов или других средств регистрации преступлений.
| Вид преступлений | Россия (2013)            | США (2012)              | Великобритания (2000)[уточнить] | Франция (2000)[уточнить] | Германия (2000)[уточнить] |
| ---------------- | ------------------------ | ----------------------- | ------------------------------- | ------------------------ | ------------------------- |
| Убийство         | 8,6                      | 4,8                     | 1,4                             | 1,7                      | 1,1                       |
| Изнасилование    | 4,4                      | 26,7                    | 14,2                            | 13,9                     | 9,1                       |
| Разбой           | 189                      | 116,3                   | 157,4                           | 40,1                     | 72,1                      |
| Вид преступлений | Украина (2000)[уточнить] | Польша (2000)[уточнить] | Турция (2003)[уточнить]         | ЮАР (2000)[уточнить]     | Япония (2000)[уточнить]   |
| Убийство         | 9,4                      | 5,6                     | 7.6                             | 49,6                     | 0,5                       |
| Изнасилование    | 2,4                      | 6,2                     | 2.4                             | 119,5                    | 1,8                       |
| Разбой           | 45,6                     | 138,8                   | 28.5                            | 444,3                    | 4,1                       |

См. также: Список стран по уровню умышленных убийств

### Структура преступности
- Структура преступности определяется соотношением в ней различных групп преступлений, выделяемых по криминологическим или уголовно-правовым основаниям. Основные показатели структуры преступности:

1. удельный вес различных видов (по статьям УК) и групп (по главам и разделам УК) преступлений;
2. соотношение преступлений по категориям (небольшой тяжести, средней тяжести, тяжкие, особо тяжкие);
3. распределение преступлений по территориальному признаку (город, село, экономический район);
4. распределение преступлений по социальным сферам;
5. распределение преступлений по временам года;
6. соотношение умышленных и неосторожных преступлений;
7. удельный вес корыстных, насильственных и других видов (по мотивации) преступлений;
8. доли ситуативной, рецидивной, профессиональной, групповой, организованной или вооруженной преступности;
9. удельный вес раскрытых и нераскрытых преступлений;
10. доли мужчин, женщин, несовершеннолетних, ранее судимых, безработных;
11. лиц, совершивших преступления в состоянии алкогольного или наркотического опьянения;
12. других категорий граждан в структуре выявленных правонарушителей;
13. удельный вес лиц, освобожденных от уголовной ответственности, осужденных к лишению свободы и другим видам наказания.

- Динамика преступности

Динамика преступности — это изменение её уровня и структуры за тот или иной период времени.
Динамика преступности испытывает на себе определенное влияние как со стороны причин и условий преступности, так и со стороны изменений в уголовном законодательстве.

## Латентная преступность
Не все совершенные преступления учитываются в статистике правоохранительных органов. Выделяют скрытую и скрываемую преступность. К числу скрытых преступлений относятся деяния, о совершении которых правоохранительным органам неизвестно (ввиду отсутствия сообщения о них). К числу скрываемых относятся преступления, сведения о которых имелись у правоохранительных органов, но которые не были официально зарегистрированы в соответствующих документах.

### Научная
- Розов Н. С. Концептуальные трансформации в понимании природы преступности // Вестник Новосибирского государственного университета. Серия: Философия. — Новосибирск: НГУ, 2006. — № 4 (1). — С. 58—69. — ISSN 1818-7919.

### Учебная
- Криминология : Учебник / Под ред. Н. Ф. Кузнецовой, В. В. Лунеева. — 2-е изд., перераб. и доп. — М.: Волтерс Клувер, 2004. — 640 с — ISBN 5-466-00019-1. (Глава IV. Преступность. С. 90—119. Автор главы — Кузнецова Н. Ф.).
- Криминология: Учебник / И. Я. Козаченко, К. В. Корсаков. М.: НОРМА-ИНФРА-М, 2011. — 304 с. ISBN 978-5-91768-209-9.